# Kaka (rapper)
 For alternative betydninger, se Kaka. (Se også artikler, som begynder med Kaka)
Kaka (født Rajabu Msophe Willer 19. februar 1991 i Allerød), også kendt som Lil' Kaka, er en dansk rapper/toaster inden for reggae og dancehall-genren. Han debuterede i 2007, men fik sit gennembrud på Wafande-hittet "Gi' mig et smil" i 2011. I 2012 udkom Kakas første officielle single "Bang bang (reggaejam)", der har modtaget guld for streaming. Efterfølgende udkom debut-EP'en Kaka. I 2013 fik Kaka et hit med singlen "En sidste sang" – der har modtaget guld for streaming – fra EP'en Eftervirkning.
"Kaka" betyder bror på ki-swahili.

## Karriere
I 2007 fik Kaka sin debut på musikscenen, da han var med Natasja på scenen til hendes sidste shows i København, inden hun omkom på Jamaica. Han startede efter ulykken et samarbejde med Lirical D'Mirical og hans sound system Splif Click - sideløbende med at han gjorde sig mere og mere bemærket i den danske reggae undergrund sammen med de unge DJ's fra Youngblood Sound. I 2009 allierede han sig med producerne Pharfar og Fresh-I og deres soundsystem Donkey Sound. I 2011 udkom Wafandes første single ’'Gi’ Mig Et Smil'’, hvor Kaka var gæstevokalist. Det var et par måneder forinden det selv samme år, at Kaka var kommet med sin første udgivelse i samarbejde med Donkey Sound. ’Mere Energi’, hed sangen, som var blevet skrevet til
DonkeySound's rytme ALIS RIDDIM, en sang som han efterfølgende også lavede en musikvideo til.
I slutningen af maj 2012 udkom Kaka's første officielle single ’'Bang Bang (Reggaejam), som samtidig også var hans første udgivelse på, det dengang netop dannede, pladeselskab Donkey Recs, der var blevet grundlagt af folkene bag Donkey Sound blandt andre producer duoen Pharfar og Fresh-I i samarbejde med Musicall Management.
Kaka udgav en internet EP med navnet "KAKA EP" den 27. August med singlen "Dansk Dancehall". Gæstevokalist Benny Jamz medvirker på nummeret "Fornuften Tilbage". Kaka har optrådt i flere forskellige tv-shows som blandt andet GO' Morgen Danmark og Vild Med Dans.

## Diskografi

### EP'er
- Kaka EP (2012)
- Eftervirkning (2014)

### Album
- Alle Kigger (25. Maj 2016)

### Singler
- "Hurtigere end dem" (30. maj 2011)
- ”Mere Energi” (2011)
- "Bang bang (reggaejam)" (maj 2012)
- "Dansk Dancehall" (27. august 2012)
- "Ingen knive når vi fester" (19. februar 2013)
- "En sidste sang" (2013)
- "Småproblemer" (2014)
- "Hvad ville du gøre" (2016 - Album "Alle Kigger")
- "Lad det blive ved" (2016 - Album "Alle Kigger")
- "Rafiki" (2017)
- ”Gimma Gimma” (2018)
- “Bli’ Ved” (2019)

### Andet
- "Mere Energi", 2011, musikvideo på youtube
- "Gi’ Mig Et Smil", 2011, af Wafande, Kaka var gæstevokalist.
- "P6 BAS Dancehall Anthem" (gratis single) (Sukkerlyn, Raske Penge, Kaka, Pato, TopGunn, Klumben) (2012)
- Loyalitet (2013)
- MoneyMove riddim (2013)
- De Glemte Bånd (2015)
- 15:00 EP (2017)
- Sammen er Vi (2018)
- Pon De Boom (2018)
- Huyu Nani (2020)
- Se hvad du for mig til (2021)